# Usługi detektywistyczne w Polsce
Usługi detektywistyczne w Polsce – forma aktywności gospodarczej agencji detektywistycznej (biura detektywistycznego, firmy detektywistycznej) działających na polskim rynku.
Ustawa o usługach detektywistycznych z dnia 6 lipca 2001 r. jest pierwszym w Polsce aktem prawnym, który bezpośrednio odnosi się do zasad wykonywania działalności gospodarczej w zakresie usług detektywistycznych, określa prawa i obowiązki detektywów, zasady i tryb nabywania uprawnień do wykonywania usług detektywistycznych.
Ustawa wprowadza i definiuje podstawowe terminy związane ze świadczeniem usług detektywistycznych takie jak: detektyw, usługi detektywistyczne, czynności detektywa.

## Czynności detektywa
Zgodnie z art. 2 Ustawy o usługach detektywistycznych z dnia 6.07.2001 r. działalność gospodarcza w zakresie usług detektywistycznych to czynności, polegające na uzyskiwaniu, przetwarzaniu i przekazywaniu informacji o osobach, przedmiotach i zdarzeniach, realizowane na podstawie umowy zawartej ze zleceniodawcą, w formach i w zakresie niezastrzeżonych dla organów i instytucji państwowych na mocy odrębnych przepisów, a w szczególności:
1. w sprawach wynikających ze stosunków prawnych dotyczących osób fizycznych,
2. w sprawach wynikających ze stosunków gospodarczych dotyczących:
  - wykonania zobowiązań majątkowych, zdolności płatniczych lub wiarygodności w tych stosunkach,
  - bezprawnego wykorzystywania nazw handlowych lub znaków towarowych, nieuczciwej konkurencji lub ujawnienia wiadomości stanowiących tajemnicę przedsiębiorstwa lub tajemnicę handlową,
3. sprawdzanie wiarygodności informacji dotyczących szkód zgłaszanych zakładom ubezpieczeniowym,
4. poszukiwanie osób zaginionych lub ukrywających się,
5. poszukiwanie mienia,
6. zbieranie informacji w sprawie, w której toczy się postępowanie karne, postępowanie w sprawach o przestępstwa skarbowe lub wykroczenia skarbowe albo inne, jeżeli w toku postępowania można zastosować przepisy prawa karnego.

Katalog czynności wymienionych w art. 2 ust. 1 ustawy nie ma charakteru zamkniętego.
Usługą detektywistyczną może więc być inna czynność polegająca na uzyskiwaniu informacji o osobach, przedmiotach i zdarzeniach realizowana na podstawie umowy zawartej ze zleceniodawcą w formie i w zakresie niezastrzeżonym dla organów i instytucji państwowych nie wymieniona w katalogu.
Zleceniodawcą zbierania informacji może być przedsiębiorca lub inny podmiot, który nie posiada statusu przedsiębiorcy – osoba fizyczna, jak również instytucje i organy publiczne.
Zleceniodawcą zbierania informacji nie może być organ nadzorujący i prowadzący postępowanie karne w sprawach, w których toczy się postępowanie karne, postępowanie o przestępstwa skarbowe i wykroczenia skarbowe i innych, jeśli w toku postępowania można zastosować przepisy prawa karnego.

## Umowa na usługi detektywistyczne
Stroną umowy o usługi detektywistyczne nie mogą więc być organy prowadzące lub nadzorujące postępowania karne oraz postępowania w sprawach o przestępstwa skarbowe takie jak:
- sąd powszechny (sąd rejonowy, sąd okręgowy, sąd apelacyjny – wydziały karne tych sądów[2], sąd wojskowy[3], Sąd Najwyższy (Izba Karna i Izba Wojskowa)[4],
- Prokurator Generalny, Prokurator Krajowy i pozostali zastępcy Prokuratora Generalnego oraz podlegli im prokuratorzy[5],
- Trybunał Stanu[6],
- Policja[7],
- Agencja Bezpieczeństwa Wewnętrznego[8],
- naczelnik urzędu skarbowego, naczelnik urzędu celno-skarbowego, Szef Krajowej Administracji Skarbowej, Straż Graniczna, Żandarmeria Wojskowa[9],
- organy Inspekcji Handlowej, Państwowej Inspekcji Sanitarnej oraz Prezes Urzędu Komunikacji Elektronicznej[10].

Stroną umowy o świadczenie usług detektywistycznych nie może być również sejmowa komisja śledcza, przepis art. 2 ust. 1 pkt 6 in fine, do którego odsyła art. 2 ust. 2, wskazuje, iż zleceniodawcą czynności detektywa nie może być organ nadzorujący lub prowadzący postępowanie w innych sprawach, jeżeli w toku postępowania można zastosować przepisy prawa karnego.
Postępowanie przed sejmową komisją śledczą jest postępowaniem, w toku którego można stosować przepisy kodeksu postępowania karnego (por. art. 11 i 12 ustawy z dnia 21 stycznia 1999 r. o sejmowej komisji śledczej).

## Zasady i tryb nabywania uprawnień do wykonywania usług detektywistycznych w Polsce
Zgodnie z przepisem art. 3 ustawy o usługach detektywistycznych podjęcie działalności gospodarczej, a więc zarobkowej działalności usługowej, wykonywanej w sposób zorganizowany i ciągły jest działalnością regulowaną w rozumieniu przepisów ustawy z dnia 6 marca 2018 r. - Prawo przedsiębiorców (Dz.U. z 2023 r. poz. 221) i wymaga uzyskania wpisu do rejestru działalności detektywistycznej prowadzonego przez ministra właściwego do spraw wewnętrznych. Obowiązek uzyskania wpisu do rejestru stanowi wyjątek od konstytucyjnej zasady wolności działalności gospodarczej (art. 20 Konstytucji Rzeczypospolitej Polskiej. Zgodnie z art. 22 Konstytucji Rzeczypospolitej Polskiej ograniczenie wolności działalności gospodarczej jest dopuszczalne tylko w drodze ustawy i tylko ze względu na ważny interes publiczny. Dodatkowo w świetle art. 31 ust. 3 Konstytucji RP ograniczenia w zakresie korzystania z konstytucyjnych wolności mogą być ustanawiane tylko w ustawie i tylko wtedy, gdy są konieczne w demokratycznym państwie dla jego bezpieczeństwa lub porządku publicznego bądź dla ochrony środowiska, zdrowia i moralności publicznej albo wolności i praw innych osób. Ograniczenia te nie mogą naruszać istoty wolności i praw.
Obecna reglamentacja świadczenia usług detektywistycznych podyktowana jest przede wszystkim koniecznością ochrony wolności i praw innych osób.
Działalność regulowana stanowi odrębną od koncesjonowania (art. 37–40 ustawy z dnia 6 marca 2018 r. - Prawo przedsiębiorców) oraz obowiązku uzyskania zezwolenia (art. 41 tej ustawy) formę reglamentacji działalności gospodarczej. Art. 43 tej ustawy wskazuje, że jeżeli przepis odrębnej ustawy stanowi, że dany rodzaj działalności jest działalnością regulowaną, przedsiębiorca może wykonywać tę działalność, jeżeli spełnia szczególne warunki określone przepisami odrębnej ustawy, po uzyskaniu wpisu w rejestrze działalności regulowanej.
Przedsiębiorca może więc wykonywać działalność regulowaną, jeżeli spełnione zostaną łącznie dwie przesłanki.
Pierwsza – spełnienie szczególnych warunków określonych przepisami odrębnej ustawy, w przypadku usług detektywistycznych wymogiem takim jest między innymi posiadanie licencji detektywa (art. 15 ustawy o usługach detektywistycznych).
Druga – uzyskanie wpisu w rejestrze działalności regulowanej, w przypadku usług detektywistycznych warunkiem jest uzyskanie wpisu w rejestrze prowadzonym przez ministra właściwego do spraw wewnętrznych (art. 17 ustawy o usługach detektywistycznych).
Wspomnieć należy, że działalność regulowana obejmuje różne dziedziny działalności gospodarczej, z reguły są to dziedziny, których podjęcie i wykonywanie przed wejściem w życie ustawy o swobodzie działalności gospodarczej wymagało uzyskania zezwolenia.
Aktualnie działalność regulowaną różnorodne rodzaje działalności gospodarczej, wśród nich znajduje się między innymi działalność gospodarcza polegająca na kupnie i sprzedaży wartości dewizowych oraz pośrednictwie w ich kupnie i sprzedaży, działalność polegająca na prowadzeniu indywidualnej praktyki lekarskiej; indywidualnej specjalistycznej praktyki lekarskiej albo grupowej praktyki lekarskiej, działalność w zakresie prowadzenia stacji kontroli pojazdów.
Wpis do rejestru działalności regulowanej jest czynnością materialno-techniczną, nabycie uprawnienia do prowadzenia działalności detektywistycznej następuje obecnie niejako ex lege, po spełnieniu przez przedsiębiorcę warunków określonych w ustawie (art. 15 ustawy o usługach detektywistycznych). W przeciwieństwie do uzyskania zezwolenia lub koncesji w drodze decyzji administracyjnej wpis nie jest objawem woli organu administracji.
Wpis do rejestru działalności regulowanej jest warunkiem legalnego wykonywania działalności gospodarczej w zakresie usług detektywistycznych, jest wpisem dodatkowym, ale koniecznym.
Wpis do rejestru działalności regulowanej jest możliwy po uzyskaniu wpisu do rejestru przedsiębiorców (wpisu do ewidencji działalności gospodarczej), który stanowi przesłankę dopuszczalności podjęcia działalności gospodarczej w ogóle.
Prowadzenie działalności gospodarczej w zakresie usług detektywistycznych bez wymaganego wpisu do rejestru może skutkować odpowiedzialnością karną, którą przewiduje przepis art. 46 ust. 1 ustawy o usługach detektywistycznych. Jednocześnie w art. 601 kodeksu wykroczeń za ten sam czyn ustawodawca przewiduje odpowiedzialność wykroczeniową.